# Tropicos
Tropicos je onlajn botanička baza podataka koja sadrži taksonomske informacije o biljkama, uglavnom iz neotropske ekozone (Centralne i Južne amerike). Ovu bazu podataka održava Botanička bašta Misurija. Ona je osnovana pre 25 godina. Baza podataka sadrži slike, taksonomske i bibliografske podatke o više od 4,2 miliona herbarijumskih uzoraka. Pored toga, u njoj se nalazi preko 49.000 naučnih publikacija. Ova baza podataka se može pretraživati na engleskom, francuskom i španiskom. Najstariji rekordi potiču iz 1703. godine.

## Spoljašnje veze
- Zvanični veb-sajt